# Panem et circenses
Panem et circenses, littéralement « du pain et des jeux du cirque » et traduit régulièrement par « Du pain et des jeux », est une expression latine forgée dans la Rome antique.

## Origine
L'expression est tirée du vers 81 de la Satire X du poète satirique latin Juvénal, qui lui donne un sens péjoratif. Elle dénonce le fait que ses compatriotes ne se préoccupent plus que de leur estomac et de leurs loisirs, du fait de la distribution de pain et l'organisation de jeux du cirque par les empereurs dans le but de s'attirer la bienveillance du peuple (politique d'évergétisme) :
« Ces Romains si jaloux, si fiers (…) qui jadis commandaient aux rois et aux nations (…) et régnaient du Capitole aux deux bouts de la terre, esclaves maintenant de plaisirs corrupteurs, que leur faut-il ? Du pain et les jeux du cirque. »
Aujourd'hui, elle est employée pour signifier la relation qui peut s'établir entre :
- une population qui se laisse aller, se contente de se nourrir et de se divertir sans se soucier d'enjeux plus exigeants ni du destin collectif ;
- un pouvoir qui exploite cette tendance par la promotion de programmes court-termistes.

## Signification dans une perspective plus large
Dans une perspective plus large, la réflexion de Fiodor Dostoïevski sur le thème de la manipulation des peuples est détaillée dans « la parabole du Grand Inquisiteur ».
Dans ce récit tiré du roman Les Frères Karamazov, le « Grand Inquisiteur » défend la thèse selon laquelle il convient de faire « efficacement » le bonheur du peuple. Pour ces partisans de « l'efficacité » sociale, il convient non pas d'assurer la liberté au peuple en espérant qu'il puisse s'en servir, mais au contraire de faire avancer vers le bonheur un troupeau grégaire et passif, sous la houlette de « pasteurs » seuls capables de jugement et sachant conduire les foules par l'emploi intelligent du « mystère », du « miracle »  ou de « l'autorité ».
Cette idée est également exprimée au XIXe siècle par Ernest Renan, mais sous forme de crainte, dans ses Dialogues philosophiques. Précédemment, au XVIe siècle, cette idée avait pu être exprimée, sur un mode cynique, par Nicolas Machiavel dans Le Prince.
Cependant, l'image du sport utilisé comme un puissant moyen de dépolitisation et  d'aliénation des masses doit être nuancée car ces jeux du cirque qui attiraient un très nombreux public pouvaient être une source de trouble public et de manifestations politiques. Marshall McLuhan fait remarquer dans son essai Message et massage que la télévision ne présente pas cet inconvénient.
Par ailleurs, Zbigniew Brzeziński, conseiller du président démocrate des États-Unis Jimmy Carter de 1977 à 1981, membre de la commission trilatérale, a proposé le concept voisin de « tittytainment » qui désigne un sous-système soutenu, voire mis en œuvre pour inhiber la critique politique chez les laissés-pour-compte du libéralisme et du mondialisme. Il passe notamment par l’omniprésence de divertissements abrutissants et une satisfaction suffisante des besoins primaires humains,. Un concept similaire au « tittytainment, » est repris aussi par Jean-Claude Michéa.

## Fiction
Dans Astérix gladiateur, l'expression figure au fronton de la tribune réservée à Jules César. L'effet comique réside dans son utilisation dans le monde "réel" . L'usage de citations latines célèbres (comme Toi aussi, mon fils !) dans des circonstances anodines est l'un des codes caractéristiques des séries.
L'expression est utilisée dans la trilogie Hunger Games de Suzanne Collins : elle inspire le nom du pays où se déroule l'intrigue : Panem, dont le Capitole (État le plus riche de Panem - autre nom en référence à la colline où a été bâtie Rome), dirige les autres appelés Districts, comme Rome gouvernait ses provinces. "Du pain et des jeux" apparaissent dans le troisième volume comme l'apanage du Capitole, qui regorge de la nourriture produite dans les districts et à leur détriment, et qui trouve son principal plaisir à regarder cette sorte de jeux de cirque télévisés que sont les "Jeux de la faim", les Hunger Games.
L'expression se trouve aussi dans le roman historique Quo vadis ?de Henryk Sienkiewicz, au chapitre "Chant de Néron", quand le personnage de Pétrone dit aux citoyens qu'il y aura des jeux et du pain pour tous.